# 사카시타역
사카시타역(일본어: 坂下駅)은 일본 기후현 나카쓰가와시에 있는 도카이 여객철도 주오 본선의 역.
주오 본선 기후 현 쪽의 최종역으로, 국철 시대는 나고야 철도 관리국과 나가노 철도 관리국의 경계역이었다. 그 자취가, 이 역 발착의 전동차도 여러 대 설정되어 있다. 예전에는 나고야 발 이 역 행도 설정되어 있었지만, 현재는 이른 아침(평일만)에 1개의 이 역발 나고야 행의 쾌속이 설정되고 있는 만이다.

## 역 구조 및 승강장
단선 승강장 1면 1선과 섬식 승강장 1면 2선, 합계 2면 3선의 승강장을 가진 지상역. 1 · 3번선이 본선, 2번선이 부본선이다.
도카이 교통 사업의 직원이 업무를 담당하는 업무위탁역으로, 나카쓰가와역이 이 역을 관리하고 있다. 구내 서쪽, 단선 승강장에 인접하는 역사 내부에는, 발권 창구등이 있다. 2개의 승강장은 과선교로 연결되고 있다. 더욱이 역 주변에는 비교적 넓은 주차 공간이 있지만, 대부분이 도카이 여객철도 관리의 겟쿄쿠 주차장, 혹은 상사나 상점의 주차장으로 되어 있다.
| 1 | ■ 주오 본선 | 하행 | 기소후쿠시마 · 나가노 방면 |
| 2 | ■ 주오 본선 | 상행 | 나카쓰가와 · 나고야 방면   |

## 이용 현황
1일 평균 승차 인원은 이하와 같다.
- 2003년도 - 662명
- 2004년도 - 661명
- 2005년도 - 639명
- 2006년도 - 599명
- 2007년도 - 584명
- 2008년도 - 563명

## 역 주변
- 나카쓰가와 시 사카시타 종합 재판소
- 국민건강보험 사카시타 병원
- 사카시타 신사
- 이즈모 후쿠토쿠 신사
- 기소강
- 국도 제19호선
- 국도 제256호선

## 역사
- 1908년 8월 1일: 관설 철도가 나카쓰가와 역부터 연신했던 때의 종착역으로서 개업. 일반역.
- 1909년
  - 7월 15일: 관설 철도가 미도노 역(현 · 나기소 역)까지 연신. 도중역이 된다.
  - 10월 12일: 선로 명칭 제정. 주오 사이선의 소속이 된다.
- 1911년 5월 1일: 선로 명칭 제정. 이 역을 포함한 주오 사이선이 주오 본선으로 편입되었다.
- 1926년 12월 12일: 사카가와 철도의 신사카시타 역이 부근에 개업.
- 1944년 12월 1일: 사카가와 철도 신사카시타 역 폐지.
- 1970년 10월 19일: 화물의 취급을 폐지.
- 1985년 3월 14일: 하물의 취급을 폐지.
- 1987년 4월 1일: 일본국유철도 분할 민영화에 의해, 도카이 여객철도의 역이 된다.

## 인접 역
| 도카이 여객철도 주오 본선     | 도카이 여객철도 주오 본선 | 도카이 여객철도 주오 본선           |
| ----------------------------- | ------------------------- | ----------------------------------- |
| 다다치 시오지리 · 나가노 방면 | ■ 주오 본선               | 오치아이가와 나카쓰가와·나고야 방면 |